# Radek Šírl
Radek Šírl (ur. 20 marca 1981 w Rudnej) – czeski piłkarz grający na pozycji lewego pomocnika.

## Kariera klubowa
Šírl jest wychowankiem klubu TJ Rudná, a następnie występował w młodzieżowych drużynach Admiry/Slavoj Praga oraz AFK Semice. Potem trafił do Bohemians 1905, w barwach którego zadebiutował w 2000 roku w pierwszej lidze czeskiej. W Bohemiansie spisywał się na tyle dobrze, że po sezonie za 6,5 miliona koron czeskich trafił do lokalnego rywala, Sparty Praga. Jednak w sezonie 2001/2002 wystąpił w zaledwie jednym spotkaniu tego klubu mając niewielki udział w wywalczeniu wicemistrzostwa Czech i już w połowie sezonu powrócił do Bohemians 1905. Zajął z nim 4. miejsce na koniec sezonu, ale w sezonie 2002/2003 spadł z nim z ligi.
Jeszcze w 2003 roku Šírl przeszedł do rosyjskiego zespołu Zenit Petersburg, do którego ściągnął go Vlastimil Petržela, trener Šírla w drużynie Bohemians. W Zenicie Radek występował ze swoim rodakiem, Pavlem Marešem. Dość szybko wywalczył sobie miejsce w podstawowym składzie Zenitu i w pierwszym sezonie gry został z nim wicemistrzem Rosji oraz wywalczył Puchar Premier Ligi. W 2004 roku występował jednak w mniejszej ilości meczów Zenitu ze względu na dużą rotację w składzie, a klub ten zakończył sezon na 4. pozycji w lidze. W 2005 roku Radek nadal był rezerwowym (6. miejsce Zenitu), ale już w 2006 roku ponownie stał się zawodnikiem pierwszej jedenastki klubu z Petersburga i wspomógł go w walce o 4. miejsce w rozgrywkach ligowych. W 2007 roku wywalczył z Zenitem pierwsze w historii klubu mistrzostwo Rosji. Natomiast 2008 roku zdobył z tym klubem Puchar UEFA, a następnie także Superpuchar Europy.
W 2010 roku Šírl odszedł z Zenitu i wrócił do Czech. Został piłkarzem FK Mladá Boleslav. Karierę kończył w 2016 w Bohemiansie.
| Sezon   | Klub              | Kraj   | Rozgrywki      | Mecze | Bramki |   |
| ------- | ----------------- | ------ | -------------- | ----- | ------ | - |
| 2000/01 | Bohemians 1905    | Czechy | Gambrinus Liga | 19    | 1      |   |
| 2001/02 | Sparta Praga      | Czechy | Gambrinus Liga | 1     | 0      |   |
| 2001/02 | Bohemians 1905    | Czechy | Gambrinus Liga | 18    | 2      |   |
| 2002/03 | Bohemians 1905    | Czechy | Gambrinus Liga | 11    | 1      |   |
| 2003    | Zenit Petersburg  | Rosja  | Priemjer-Liga  | 18    | 1      |   |
| 2004    | Zenit Petersburg  | Rosja  | Priemjer-Liga  | 10    | 1      |   |
| 2005    | Zenit Petersburg  | Rosja  | Priemjer-Liga  | 14    | 1      |   |
| 2006    | Zenit Petersburg  | Rosja  | Priemjer-Liga  | 24    | 2      |   |
| 2007    | Zenit Petersburg  | Rosja  | Priemjer-Liga  | 22    | 1      |   |
| 2008    | Zenit Petersburg  | Rosja  | Priemjer-Liga  | 26    | 0      |   |
| 2009    | Zenit Petersburg  | Rosja  | Priemjer-Liga  | 17    | 0      |   |
| 2010    | Zenit Petersburg  | Rosja  | Priemjer-Liga  | 0     | 0      |   |
| 2010/11 | FK Mladá Boleslav | Czechy | Gambrinus Liga | 14    | 0      |   |
| 2011/12 | FK Mladá Boleslav | Czechy | Gambrinus Liga | 24    | 0      |   |
| 2012/13 | FK Mladá Boleslav | Czechy | Gambrinus Liga | 12    | 0      |   |
| 2013/14 | Bohemians 1905    | Czechy | Gambrinus Liga | 11    | 1      |   |
| 2014/15 | Bohemians 1905    | Czechy | Gambrinus Liga | 24    | 0      |   |
| 2015/16 | Bohemians 1905    | Czechy | Gambrinus Liga | 10    | 0      | - |

## Kariera reprezentacyjna
W reprezentacji Czech Šírl zadebiutował 15 listopada 2006 roku w zremisowanym 1:1 towarzyskim spotkaniu z Danią. W 46. minucie tego spotkania zastąpił Davida Jarolíma.